# Villette-lès-Arbois
Villette-lès-Arbois ist eine französische Gemeinde im Département Jura in der Region Bourgogne-Franche-Comté. Sie gehört zum Arrondissement Dole und zum Kanton Arbois. Die Nachbargemeinden sind Saint-Cyr-Montmalin im Norden, Montigny-lès-Arsures im Osten, Arbois im Süden und Vadans im Westen.

## Bevölkerungsentwicklung
| Jahr                       | 1962 | 1968 | 1975 | 1982 | 1990 | 1999 | 2006 | 2017 |
| -------------------------- | ---- | ---- | ---- | ---- | ---- | ---- | ---- | ---- |
| Einwohner                  | 219  | 196  | 240  | 282  | 309  | 304  | 377  | 386  |
| Quellen: Cassini und INSEE |      |      |      |      |      |      |      |      |

## Wirtschaft
Die Rebflächen in Villette-lès-Arbois sind Teil des Weinanbaugebietes Jura mit der Berechtigung zur Führung eines AOC-Labels.

## Weblinks

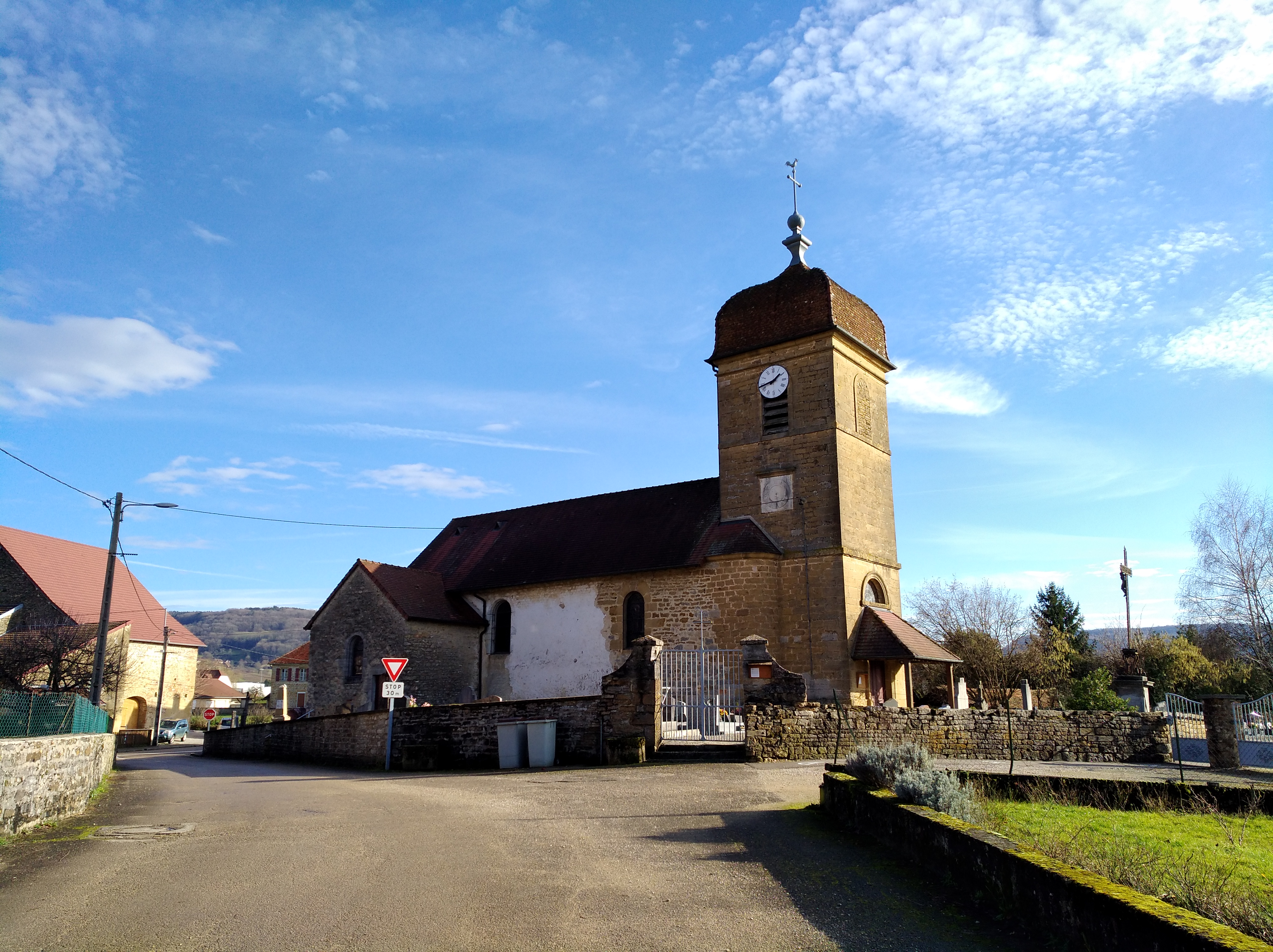
Kirche Saint-Renobert

## Belege
1. ↑  Dekret des Ministeriums für Landwirtschaft, Ernährung, Fischerei vom 14. Oktober 2009 (Memento des Originals vom 4. September 2014 im Internet Archive)  Info: Der Archivlink wurde automatisch eingesetzt und noch nicht geprüft. Bitte prüfe Original- und Archivlink gemäß Anleitung und entferne dann diesen Hinweis.